# مايكروسوفت أوفيس 2016
مايكروسوفت أوفيس 2016 (بالإنجليزية: Microsoft Office 2016)‏ (الاسم الرمزي أوفيس 2016) إصدار من إصدارات مايكروسوفت أوفيس للبرامج الإنتاجية، صدر بعد أوفيس 2013 وأوفيس ماك 2011 وقبل أوفيس 2019 لكلا المنصتين ويندوز وماك. صدرت نسخه ماك أو إس في 9 يوليو 2015، بينما صدرت نسخه ويندوز في 22 سبتمبر 2015 لمشتركي أوفيس 365.
أعلنت مايكروسوفت انهاء الدعم الرئيسي لإصدار 2016 في 13 أكتوبر 2020 وتمديد باقي الإصدارات إلى 14 أكتوبر 2025.
في 22 سبتمبر 2015، أصدرت مايكروسوفت الإصدار المرخص دائما على نظامي التشغيل ماك أو إس وويندوز. يتطلب تثبيت نسخه أوفيس 2016 ويندوز 7 إس بي 1، ويندوز سيرفر 2008 أر 2 إس بي 1 أو ماك أو إس يوسميت أو نسخه أحدث.
يعتبر أوفيس 2016 الإصدار الأخير من مايكروسوفت أوفيس المتوافق مع ويندوز 7، وويندوز سيرفر أر 2، وويندوز 8، وويندوز 8.1، وويندوز سيرفر 2012، وويندوز سيرفر 2012 أر 2، وويندوز سيرفر 2016 نظرا لأن خلفه أوفيس 2019 يدعم فقط ويندوز 10 أو ويندوز سيرفر 2019.

## مميزات جديدة

### نظام تشغيل ويندوز
شمل إصدار ويندوز 2016 ميزات جديدة مثل:
- القدرة على إنشاء، وفتح، وتعديل، وحفظ الملفات مباشرة على الكلاود (السحابة الإلكترونية) من سطح المكتب.
- أداة بحث جديدة للأوامر باسم «أخبرني» مدعومة في جميع برامج مثل مايكروسوفت وورد، ومايكروسوفت باوربوينت، ومايكروسوفت إكسل، ومايكروسوفت آوتلوك، ومايكروسوفت أكسس، ومايكروسوفت فيزيو.
- المزيد من خيارات حفظ الملفات خاصة في مايكروسوفت وورد ومايكروسوفت باوربوينت.
- التأليف المشترك في الوقت الفعلي مع المستخدمين المتصلين بالأوفيس أونلاين.
- إضافة ميزة انسايت، ميزة تشغل بواسطة بينج لتوفير معلومات سياقية من الويب.
- إضافة شريط جانبي في برنامج الباور بوينت لتحسين تخطيط الشرائح.
- إضافة مخططات، ورسومات جديدة وقوالب جديدة في برنامج مايكروسوفت إكسل.
- إضافة رموز ورسوم متحركة جديدة في برنامج مايكروسوفت باوربوينت، مثل انتقال مورف.
- القدرة على إدراج فيديو عبر الإنترنت في مايكروسوفت ون نوت.
- ميزة منع فقدان البيانات في مايكروسوفت وورد، ومايكروسوفت باوربوينت، ومايكروسوفت إكسل ومايكروسوفت أكسس.[8][9]

يعتبر إصدار مايكروسوفت أوفيس 2016 هو الإصدار الأول في السلسلة الذي يدعم تنسيق الرسوم المتجهية إس في جي.
لا يمكن تثبيت إصدار مايكروسوفت أوفيس 2016 مع الإصدار السابق 2013، حيث أن كلا الإصدارين يستخدم مثبت التشغيل الفوري. في حين يمكن تثبيت الإصدار مع الإصدارات السابقة مثل أوفيس 2003، وأوفيس 2007، وأوفيس 2010 لاستخدامهم تقنية ويندوو إنستيلر (إم إس أي). لذلك يطلب أوفيس 2016 إلغاء تثبيت أي إصدارات لأوفيس 2013 تلقائيا قبل أن يتم تثبيت الجديد.

### ماك
تتضمن الميزات الجديدة في إصدار ماك واجهة مستخدم محدثة تستخدم الأشرطة، ودعم كامل لشاشة ريتينا غير ميزات مشاركة جديدة لمستندات الأوفيس.
على سبيل المثال، في مايكرسوفت ورد، أنشئت علامة تصميم جديدة وميزة انسيات، والتي يتم تشغيلها بواسطة بينج غير ميزة التأليف المشترك في الوقت الفعلي. أما في مايكروسوفت إكسل، صممت مخططات موصى بها، ومقسمات الجداول.
في مايكروسوفت باور بوينت، صممت متغيرات للنسق لتوفير أنظمة ألوان مختلفة. وفي مايكروسوفت أوتلوك، وفرت ميزة اقتراح وقت جديد، والقدرة على رؤية التقويمات جنبًا إلى جنب، وتوقعات الطقس في عرض التقويم.
بداية مع إصدار 15.25، انتقل أوفيس ماك من نظام تشغيل 32 بت إلى 64 بت كنظام افتراضي، مع إمكانية تحميل وتثبيت نظام 32 بت لإصدار 15.25 يدويا من موقع مايكروسوفت أوفيس لأسباب التوافق لمرة واحدة. جميع الإصدارات التي تلت إصدار 15.25 تدعم نظام 64 بت فقط.
تلقى أوفيس ماك دعم تاتش بار في تحديث 16 فبراير 2017. لن تعمل إصدارات 32 من أوفيس ماك على ماك أو إس كاتالينا، لذلك يعتبر إصدار 15.25 هو الإصدار الأول من أوفيس ماك الذي سيتم تشغيله على أحدث إصدار من ماك أو إس.
انتهى الدعم لهذا الإصدار في 13 أكتوبر 2020، لأن أوفيس ماك لا يوفر دعم موسع على عكس نظائره في ويندوز.

## النسخ

### النسخ التقليدية
كما هو الحال مع الإصدارات السابقة، يتوفر أوفيس 2016 في العديد من الإصدارات المتميزة التي تستهدف الأسواق المختلفة. تحتوي جميع الإصدارات التقليدية من مايكروسوفت أوفيس 2016 على مايكروسوفت وورد ومايكروسوفت إكسل ومايكروسوفت باوربوينت ومايكروسوفت ون نوت وهي مرخصة للاستخدام على جهاز كمبيوتر واحد.
أعلنت مايكروسوفت إصدار خمسة نسخ من أوفيس 2016 لنظام التشغيل ويندوز وهم:
- المنزل والطالب: برنامج إنتاجية يتضمن التطبيقات الأساسية فقط، مايكروسوفت وورد، مايكروسوفت إكسل، مايكروسوفت باور بوينت، مايكروسوفت ون نوت.[18]
- المنزل والعمل: برنامج إنتاجية يتضمن التطبيقات الأساسية مايكروسوفت وورد، مايكروسوفت إكسل، مايكروسوفت باور بوينت، مايكروسوفت ون نوت بالإضافة إلى مايكروسوفت أوتلوك.[18]
- قياسي: مجموعة برامج إنتاجية، تتوفر فقط من خلال قنوات الترخيص المجمعة تتضمن التطبيقات الأساسية مايكروسوفت ورد، مايكروسوفت إكسل، مايكروسوفت باوربوينت، مايكروسوفت ون نوت بالإضافة إلى مايكروسوفت أوتلوك ومايكروسوفت بابلشر.[20]
- بروفيشنال: برنامج إنتاجية يتضمن التطبيقات الأساسية مايكروسوفت وورد، مايكروسوفت إكسل، مايكروسوفت باور بوينت، مايكروسوفت ون نوت بالإضافة إلى مايكروسوفت أوتلوك، ومايكروسوفت بابلشير ومايكروسوفت أكسيس.[18]
- بروفيشنال بلس: برنامج إنتاجية يتضمن التطبيقات الأساسية مايكروسوفت وورد، مايكروسوفت إكسل، مايكروسوفت باور بوينت، مايكروسوفت ون نوت بالإضافة إلى مايكروسوفت أوتلوك، ومايكروسوفت بابلشير، ومايكروسوفت أكسيس وسكايبي فور بيزنيز.[20]

تعتمد منتجات أوفيس 2016 في نظام ويندوز للتشغيل على تقنية مثبت الشتغيل الفوري.
| البرنامج           | المنزل والطالب | المنزل والعمل | قياسي | احترافي | احترافي + |
| ------------------ | -------------- | ------------- | ----- | ------- | --------- |
| التطبيقات الأساسية | نعم            | نعم           | نعم   | نعم     | نعم       |
| مايكروسوفت أوتلوك  | لا             | نعم           | نعم   | نعم     | نعم       |
| مايكروسوفت بوبليشر | لا             | لا            | نعم   | نعم     | نعم       |
| مايكروسوفت أكسس    | لا             | لا            | لا    | نعم     | نعم       |
| سكاي بي فور بيزنيز | لا             | لا            | لا    | لا      | نعم       |

على غرار نظام ويندوز للتشغيل أصدرت مايكروسوفت ثلاث نسخ فقط لنظام ماك للتشغيل وهم:
- المنزل والطالب: برنامج إنتاجية يتضمن التطبيقات الأساسية فقط، مايكروسوفت ورد، مايكروسوفت إكسل، مايكروسوفت باور بوينت، مايكروسوفت ون نوت.[19]
- المنزل والعمل: برنامج إنتاجية يتضمن التطبيقات الأساسية مايكروسوفت ورد، مايكروسوفت إكسل، مايكروسوفت باور بوينت، مايكروسوفت ون نوت بالإضافة إلى مايكروسوفت أوتلوك.[19]
- قياسي: مجموعة برامج إنتاجية، تتوفر فقط من خلال قنوات الترخيص المجمعة تتضمن التطبيقات الأساسية مايكروسوفت ورد، مايكروسوفت إكسل، مايكروسوفت باور بوينت، مايكروسوفت ون نوت بالإضافة إلى مايكروسوفت أوتلوك ومايكروسوفت بابلشر.[20]

### أوفيس 365
توسعت خدمات الاشتراك في أوفيس 365، التي كانت تستهدف في السابق مستخدمي الشركات والمؤسسات، لتستهدف الاستخدام المنزلي أيضا في أوفيس 2016. تسمح الاشتراكات باستخدام تطبيقات أوفيس 2016 من قبل عدة مستخدمين باستخدام البرنامج كنموذج خدمة. تتوفر خطط مختلفة لأوفيس 365 بعضها يتضمن خدمات ذات قيمة مضافة مثل 1 تيرابايت من مساحة تخزين على ون درايف و 60 دقيقة من استخدام سكايبي شهريا على خطة هوم بريموم.
| الميزة                               | أوفيس أونلاين | بيزنيس أساسي        | مشروع إي 1          | الشخصي      | المنزل      | عمل                 | بيزنس بريميوم       | مشروع إي 3          | مشروع إي 4 (توقف إنتاجه) | مشروع إي 5          | الخطة 1 أونلاين     | برو بلس             |
| ------------------------------------ | ------------- | ------------------- | ------------------- | ----------- | ----------- | ------------------- | ------------------- | ------------------- | ------------------------ | ------------------- | ------------------- | ------------------- |
| الإشتراك                             |               |                     |                     |             |             |                     |                     |                     |                          |                     |                     |                     |
| شروط الدفع                           | مجاني         | لكل مستخدم في الشهر | لكل مستخدم في الشهر | شهري سنوي   | شهري سنوي   | لكل مستخدم في الشهر | لكل مستخدم في الشهر | لكل مستخدم في الشهر | لكل مستخدم في الشهر      | لكل مستخدم في الشهر | لكل مستخدم في الشهر | لكل مستخدم في الشهر |
| عدد المستخدمين المرخص لهم            | غير محدد      | 300                 | غير محدد            | 1           | 6           | 300                 | 300                 | غير محدد            | غير محدد                 | غير محدد            | غير محدد            | غير محدد            |
| مساحة مايكروسوفت ون درايف لكل مستخدم | 5 جيجا بايت   | 1 تيرا بايت         | 1 تيرا بايت         | 1 تيرا بايت | 1 تيرا بايت | 1 تيرا بايت         | 1 تيرا بايت         | غير محدد            | 1 تيرا بايت              | غير محدد            | لا توجد             | 1 تيرا بايت         |
| سوفت وير                             |               |                     |                     |             |             |                     |                     |                     |                          |                     |                     |                     |
| مايكروسوفت وورد                      | لا            | لا                  | لا                  | نعم         | نعم         | نعم                 | نعم                 | نعم                 | نعم                      | نعم                 | لا                  | نعم                 |
| مايكروسوفت إكسل                      | لا            | لا                  | لا                  | نعم         | نعم         | نعم                 | نعم                 | نعم                 | نعم                      | نعم                 | لا                  | نعم                 |
| مايكروسوفت باوربوينت                 | لا            | لا                  | لا                  | نعم         | نعم         | نعم                 | نعم                 | نعم                 | نعم                      | نعم                 | لا                  | نعم                 |
| مايكروسوفت ون نوت                    | لا            | لا                  | لا                  | نعم         | نعم         | نعم                 | نعم                 | نعم                 | نعم                      | نعم                 | لا                  | نعم                 |
| مايكروسوفت أوتلوك                    | لا            | لا                  | لا                  | نعم         | نعم         | نعم                 | نعم                 | نعم                 | نعم                      | نعم                 | لا                  | نعم                 |
| مايكروسوفت بوبليشر                   | لا            | لا                  | لا                  | نعم         | نعم         | نعم                 | نعم                 | نعم                 | نعم                      | نعم                 | لا                  | نعم                 |
| مايكروسوفت أكسس                      | لا            | لا                  | لا                  | نعم         | نعم         | نعم                 | نعم                 | نعم                 | نعم                      | نعم                 | لا                  | نعم                 |
| سكايبي فور بيزنيس                    | لا            | نعم                 | لا                  | لا          | لا          | لا                  | نعم                 | نعم                 | نعم                      | نعم                 | لا                  | نعم                 |
| مايكروسوفت بلانر                     | لا            | نعم                 | نعم                 | لا          | لا          | لا                  | نعم                 | نعم                 | نعم                      | نعم                 | لا                  | لا                  |
| مايكروسوفت إنفو باث                  | لا            | لا                  | لا                  | لا          | لا          | لا                  | لا                  | نعم                 | نعم                      | نعم                 | لا                  | لا                  |
| تطبيقات مايكروسوفت أون لاين          | نعم           | نعم                 | نعم                 | نعم         | نعم         | نعم                 | نعم                 | نعم                 | نعم                      | نعم                 | عرض المرفقات فقط    | نعم                 |
| مايكروسوفت تيمز                      | لا            | الربع الأول من 2017 | الربع الأول من 2017 | لا          | لا          | لا                  | الربع الأول من 2017 | الربع الأول من 2017 | الربع الأول من 2017      | نعم                 | لا                  | لا                  |
| 1.                                   |               |                     |                     |             |             |                     |                     |                     |                          |                     |                     |                     |

## التصميم
لم يتغير تصميم واجهة المستخدم لأوفيس 2016 لنظام تشغيل ويندوز عن أوفيس 2013 كثيرا، فما زال يحتفظ بالتصميم المسطح جنبا إلى جنب مع لغة تصميم ميترو. أما عن التعديلات فكانت أغلبها في شكل البرنامج ليتوافق مع تصميم مايكروسوفت أوفيس موبايل. أصبح لدى البرنامج ثلاثة أشكال، الملون والأبيض والرمادي الداكن.
يتميز المظهر الافتراضي، الملون، بلون على الشريط العلوي للشريط، يتوافق مع لون تطيبق أوفيس المستخدم. على سبيل المثال، يظهر اللون الأزرق الداكن بشكل بارز في مايكروسوفت ورد. علق النقاد على الموضوع بأنه مفيد في جعل العناوين أكثر تميزا. وفرت مايكروسوفت أيضا اللونين الأبيض والرمادي الداكن من مايكروسوفت أوفيس 2013. أعلنت وقتها أيضا إضافة سمة باللون الأسود كجزء من تحديث يناير 2016. لكن لم يشمل التحديث مستخدمي الإصدارات التقليدية.

## النقد
في 13 نوفمبر 2018، أظهر تقرير بدأته حكومة هولندا أن أوفيس 2016 وأوفيس 365 لا يمتثلان للائحة العامة لحماية البيانات، والقانون الأوروبي بشأن الخصوصية.
لا يتضمن مايكروسوفت ون نوت 2016 ومايكروسوفت بابلشير 2016 ميزة بحث «أخبرني» التي أضفيت إلى جميع تطبيقات أوفيس الأخرى. استجابة للنقد، أضافت مايكروسوفت لاحقا ميزة أخبرني إلى منصة ويندوز العالمية من مايكروسوفت ون نوت.

## وصلات خارجية
لم يتم العثور على روابط لمواقع التواصل الاجتماعي.

- الموقع الرسمي

يوتيوب
- القناة الرسمية لأوفيس 365 على اليوتيوب.
- دورات تدريبية على مايكروسوفت أوفيس.
- الفرق بين مايكروسوفت أوفيس وورد 2016 ومايكروسوفت وورد 2013.
- الفرق بين مايكروسوفت أوفيس 2016 وأوفيس 365.
- الفرق بين مايكروسوفت أوفيس 2016 ومايكروسوفت أوفيس 2019.